# Гончаров, Алексей Николаевич
Алексей Николаевич Гончаров (род. 16 сентября 1987) — российский самбист, бронзовый призёр чемпионата России по боевому самбо 2008 года, мастер спорта России по самбо (2009). Боец смешанных единоборств. По самбо выступал в полутяжёлой весовой категории (до 100 кг). В смешанных единоборствах по состоянию на 2014 год провёл 1 бой, который проиграл удушающим приёмом.
В мае 2025 года Гончаров, отдыхая в компании в калининградском ночном клубе, не оплатил счёт и избил сотрудницу клуба. Гончаров задержан, возбуждено уголовное дело. Всероссийская федерация самбо пожизненно запретила ему участвовать в соревнованиях.

## Спортивные результаты

### Боевое самбо
- Чемпионат России по боевому самбо 2008 года — ;

### Смешанные боевые искусства
| Результат | Рекорд | Соперник        | Способ                          | Турнир             | Дата               | Раунд | Время | Место             | Примечание |
| --------- | ------ | --------------- | ------------------------------- | ------------------ | ------------------ | ----- | ----- | ----------------- | ---------- |
| Поражение | 0-1    | Александр Бойко | Сабмишном (удушение гильотиной) | ECSF — Iron Fist 1 | 8 ноября 2014 года | 1     | 2:55  | Украина, Николаев |            |